# LP 944-020
LP 944-020 is een bruine dwerg met een magnitude (in J) van 10,725 in het sterrenbeeld Fornax (Oven) met een spectraalklasse van M9. De ster bevindt zich 20,96 lichtjaar van de zon.